# Бемер Федір Васильович
Фе́дір Васи́льович Бе́мер (2-а пол. 1820-х — †1885) — український педагог.
Народився на Чернігівщині. Вчився в Чернігівській гімназії і Харківському університеті.
Знайомився з станом шкільної освіти і виховної роботи за кордоном, виступив у пеагогічній літературі провідником нових ідей: гуманізму, наочності і свідомості в навчанні та інше.
Друкував статті в «Журнале для воспитания», деякий час редагував російський журнал «Учитель».
З 1874 завідував народними училищами міста Одеси. Останні роки життя прожив у Катеринославі.
Бемер відомий також як письменник і перекладач.